# Берт Закман
Берт Закман (нім. Bert Sakmann; нар. 12 червня 1942, Штутгарт, Німеччина) — німецький фізіолог, лауреат Нобелівської премії з фізіології і медицини в 1991 році разом з Ервіном Неєром «За відкриття, що стосуються функцій поодиноких іонних каналів в клітинах» і розробку методу локальної фіксації потенціалу. Професор; обіймав посаду виконуючого обов'язки директора Інституту медичних досліджень Товариства Макса Планка в Гейдельберзі (у даний час — почесний науковий співробітник). Займався викладанням у Гейдельберзькому університеті. Член Гайдельберзької академії наук, Геттінгенської академії наук.